# Kemnathen (Pleinfeld)
Kemnathen ist ein Gemeindeteil des Marktes Pleinfeld im Landkreis Weißenburg-Gunzenhausen (Mittelfranken, Bayern). Kemnathen liegt in der Gemarkung Mischelbach.

## Lage
Der Weiler liegt auf einer Jurahöhe oberhalb des Arbachtals zwischen Kleinweingarten im Westen und Walting im Osten etwa sieben Kilometer vom Großen Brombachsee und 3,1 Kilometer von Pleinfeld entfernt. Nordwestlich liegt Mischelbach, südwestlich Göppersdorf, südöstlich Reisach. Am Ort führt die Kreisstraße WUG 16 vorbei. Unweit südlich verläuft die Gemeindegrenze zu Höttingen.

## Religion
Kirchlich gehört Kemnathen zur evangelischen Kirchengemeinde St. Petrus in Pleinfeld im Evangelisch-Lutherischen Dekanat Weißenburg sowie zur katholischen Kirchengemeinde Mariä Himmelfahrt in Walting im Dekanat Weißenburg-Wemding im Bistum Eichstätt.